# Aéroport Watrous
Pour les articles homonymes, voir Watrous.
L'aéroport de Watrous est situé dans la municipalité rurale de Usborne No 310 (en) en Saskatchewan au Canada, à 7,4 km de Watrous.